# Ян Шчотка
Ян Шчотка (чеськ. Jan Ščotka; 20 травня 1996, м. Всетін, Чехія) — чеський хокеїст, захисник. Виступає за ХК «Пардубиці» у Чеській Екстралізі.
Вихованець хокейної школи ХК «Всетін». Виступав за ХК «Всетін», ХК «Пардубиці».
У чемпіонатах Чехії — 32 матчі (1+5).
У складі молодіжної збірної Чехії учасник чемпіонату світу 2015. У складі юніорської збірної Чехії учасник чемпіонату світу 2014.
Досягнення
- Срібний призер юніорського чемпіонату світу (2014)